# Myggholk
En myggholk är ett slags skämtartikel som oftast används som prydnad och är populär som present. Myggholken är tänkt som "bostad" eller tillfälligt skydd åt myggor. Myggholken är utformad som en fågelholk fast mycket mindre, ca 1,5 centimeter på höjden. Holken är ibland placerad på en pinne så att man kan sticka ner den i marken, eller i en blomkruka. En del varianter är till för att monteras på väggen. Holkens praktiska betydelse för myggorna kan ifrågasättas då myggor inte bygger bo.
Ingemar Lindvert från Frösön har från 1980-talet till mars 2013 tillverkat ca 60 000 myggholkar. Idén att tillverka myggholkar fick han efter att han startat tillverkning av myggkubben, en anordning avsedd att döda myggor med. Även det är en skämtartikel, då den i praktiken inte går att använda som det var tänkt. Som motvikt började han tillverka myggholkar för att myggorna skulle ha någonstans att ta skydd från illasinnade personer med myggkubb.

## Myggholkens dag
Myggholkens dag är en temadag som infaller den 28 februari varje år.
Myggholken är även en gård 3 mil nordväst om Jokkmokk. Gårdsfolket har en kaffeautomat invid vägen, samt ett bokcafé/antikvariat inne i Jokkmokk, vars namn är Myggholkens väntrum. Det är Myggholkens gårdsfolk som instiftat Myggholkens dag.